# Патрин, Михаил Петрович
Михаил Петрович Патрин (31 декабря 1905 года, Нижнесаранинский завод — 19 октября 1973 года, Сарана) — советский военнослужащий, сержант, полный кавалер ордена Славы.
В Рабоче-крестьянскую Красную Армию призван в январе 1942 года. На фронтах Великой Отечественной войны с мая 1942 года. Воевал в составе 152-й стрелковой дивизии на Карельском, Юго-Западном, 3-м Украинском, 1-м Белорусском, 3-м Белорусском и 1-м Украинском фронтах. Участвовал в обороне Заполярья, освобождении Донбасса, Правобережной Украины и Белоруссии, разгроме немецких войск в Восточной Пруссии, штурме Берлина и марше на Прагу. Прошёл путь от подносчика снарядов до наводчика орудия, став настоящим снайпером-артиллеристом. Был дважды ранен.
Наводчик артиллерийского орудия батареи 76-миллиметровых пушек 646-го стрелкового полка М. П. Патрин в ходе наступательных операций дивизии неоднократно под огнём врага выдвигал своё орудие на прямую наводку и меткими выстрелами поражал его огневые средства, обеспечивая продвижение вперёд стрелковых подразделений. Своими действиями наносил большой урон противнику в живой силе и технике. За доблесть и мужество, проявленные в боях, был награждён орденами Славы трёх степеней.
Демобилизован в сентябре 1945 года. Жил и работал в посёлке Сарана Красноуфимского района Свердловской области.

## Биография

### До призыва на военную службу
Родился 31 декабря 1905 года в рабочем посёлке Нижнесаранинский завод Красноуфимского уезда Пермской губернии (ныне - посёлок Сарана Красноуфимского округа Свердловской области) в семье рабочего. Русский.
Окончил 4 класса школы. Подростком начал работать в кузнечном цехе на местном заводе по производству сельскохозяйственной техники и инвентаря. Освоил профессию кузнеца. В предвоенное время был одним из лучших по профессии, передовиком производства, выполнял наиболее сложные и ответственные работы. С началом войны, когда многие работники завода были призваны в армию, Михаил Петрович нередко оставался в цехе на вторую смену, выполняя сменные задания за своих ушедших на фронт товарищей.
В конце декабря 1941 года в Красноуфимском районе началось формирование 430-й стрелковой дивизии, 7 января 1942 года переименованной в 152-ю стрелковую. Положение на фронте было тяжёлое, а людей для комплектования соединения не хватало, поэтому в армию призывали всех, кто мог держать в руках оружие. В январе 1942 года Красноуфимским районным военкоматом был мобилизован и тридцатишестилетний Михаил Патрин. Его зачислили рядовым бойцом в артиллерийскую батарею формировавшегося прямо в Нижней Саране 646-го стрелкового полка. В апреле 1942 года полк в составе дивизии прибыл в действующую армию, на Карельский фронт.

### На фронтах Великой Отечественной войны
Боевое крещение красноармеец М. П. Патрин принял в первых числах мая 1942 года на рубеже реки Западная Лица в ходе Мурманской наступательной операции. В дальнейшем 152-я стрелковая дивизия держала оборону в Заполярье, прикрывая направления на Полярный и Мурманск. Обстановка на этом участке фронта оставалась стабильной, и во второй половине января 1943 года началась переброска соединения на Юго-Западный фронт. В марте 1943 года Михаил Петрович участвовал в отражении немецкого контрнаступления под Харьковом. Продвижение противника удалось остановить на рубеже Северского Донца, и части дивизии прочно закрепились на левом берегу реки. Противник также строил укрепления на противоположном берегу, а советская артиллерия активно мешала ему в этом. Только расчёт орудия, в составе которого воевал красноармеец Патрин, за время противостояния на Северском Донце меткими выстрелами разрушил 7 немецких ДЗОТов.
Летом 1943 года, во время Курской битвы, войска Юго-Западного фронта активными действиями сковывали донбасскую группировку противника, а в августе 1943 года начали освобождение Донбасса. 9 сентября 1943 года в бою за село Верхний Бишкин красноармеец Патрин, действуя в составе расчёта, под шквальным огнём выдвинулся на открытую позицию и, ведя из орудия прицельный огонь по противнику, окопавшемуся на небольшой высоте близ села, уничтожил 75-миллиметровую пушку с прислугой, пулемётную точку и до взвода солдат неприятеля. За этот бой Михаил Петрович был награждён медалью «За отвагу».
22 сентября, в последний день Донбасской операции, части 152-й стрелковой дивизии во взаимодействии с другими подразделениями 6-го гвардейского стрелкового корпуса освободили город Новомосковск и вышли на ближние подступы к Днепропетровску, в боях за который наводчик 76-миллиметрового орудия красноармеец Патрин проявил себя «как смелый и решительный командир».

### Орден Славы III степени
В ночь на 23 октября 1943 года вслед за стрелковыми подразделениями своего полка красноармеец М. П. Патрин в составе расчёта переправил орудие на плацдарм, захваченный разведгруппой старшего лейтенанта Г. А. Евстафьева на правом берегу Днепра в районе сёл Сухачёвка и Диёвка 1-я. Утром того же дня при прорыве переднего края немецкой обороны он, действуя смело и решительно, точными выстрелами подавил огонь трёх пулемётных точек, а также истребил до взвода немецкой пехоты, чем дал возможность своей пехоте продвинуться вперёд и расширить плацдарм в глубину. С этого плацдарма части дивизии 24 октября перешли в решительное наступление. 646-й стрелковый полк гвардии подполковника К. К. Лебедева при поддержке своей артиллерии овладел мощным опорным пунктом обороны неприятеля Диёвка 2-я и ворвался на окраину Днепропетровска. 25 октября город был полностью очищен от войск противника.
После освобождения Днепропетровска полк Лебедева продолжил наступление на Правобережье. В ходе Днепропетровской операции им были освобождены около двух десятков населённых пунктов Солонянского и Божедаровского (ныне Криничанского) районов, в том числе Настополь, Голубиновка, Новотарасовка, Михайловка. Стремясь остановить советское наступление, противник перебросил на этот участок 3 танковые, 1 моторизованную и 1 пехотную дивизии. 19 ноября на подступах к селу Александро-Беловка 646-й стрелковый полк был контратакован крупными силами вражеской мотопехоты и танков. Сам Михаил Петрович об обстоятельствах этого боя вспоминал:

Расположились мы в лесополосе, ширина её метров двадцать. Нас вскоре обнаружили, как раз перед самым рассветом. Одна наша пушка уже выведена из строя. Через некоторое время была подбита и вторая. А где танки, где орудия врага — не вижу, впереди и слева лощины, закрытые туманом. Посмотрел в сторону и ахнул — полдюжины танков мчатся по лощине. Уж не на мою ли пушку? Тут я, знаете ли, осерчал, рассвирепел даже.
Быстро развернув орудие, Патрин первым же выстрелом подбил головной танк, следом за ним — второй. Немцы в ответ усилили огонь. Близким разрывом снаряда повредило пушку, почти все бойцы расчёта были ранены. Получил ранение и Патрин, но в горячке боя не сразу заметил. Вражеская пехота уже подошла вплотную к их позициям. Артиллеристы взялись за автоматы. В перестрелке Михаил Петрович был снова ранен, но думать об этом было некогда — неподалёку вновь послышался рёв моторов немецких танков. Ползком добравшись до орудия, артиллерист осмотрел его и сделал вывод: «с трудом, но стрелять можно». Прежде, чем пушка окончательно вышла из строя, он успел подбить ещё две вражеские машины. Когда последняя, четвёртая по счёту, немецкая атака была отражена, Патрина отвели в санчасть, а оттуда отправили в медсанбат, где хирург извлёк из него пять осколков и пуль. За четыре подбитых танка приказом от 9 декабря 1943 года Михаил Петрович был награждён орденом Славы 3-й степени.

### Орден Славы II степени
После выздоровления М. П. Патрин вернулся в свой полк, но некоторое время ему пришлось повоевать в пехоте. Михаил Петрович принимал участие в Березнеговато-Снигирёвской и Одесской операциях, форсировал Ингул, Южный Буг и Днестр. Однако желание вернуться в свою батарею было велико, и он добился своего. Тем временем, в мае 1944 года 152-я стрелковая дивизия была переброшена на 1-й Белорусский фронт. В составе своего подразделения Патрин освобождал белорусское Полесье, населённые пункты Копаткевичского и Клецкого районов. 5 июля 1944 года близ деревни Новосёлки Клецкого района Барановичской области Белорусской ССР он был тяжело ранен. Свою дивизию после лечения в госпитале Михаил Петрович догнал уже в Прибалтике. Наводчик орудия младший сержант М. П. Патрин вновь отличился во время боёв в Восточной Пруссии.
13 января 1945 года ударная группировка 3-го Белорусского фронта перешла в наступление в рамках Инстербургско-Кёнигсбергской операции. 152-й стрелковой дивизии предстояло взломать мощную долговременную оборону противника юго-восточнее Гумбиннена. Плотная низкая облачность и густой туман не позволяли использовать авиацию для поддержки наземных войск, и вся тяжесть по подавлению огневых средств неприятеля легла на артиллерию. Во время артиллерийской подготовки младший сержант М. П. Патрин вместе со своими боевыми товарищами смело выдвинул орудие на прямую наводку и меткими выстрелами поразил три пулемётные точки, разрушил укреплённый блиндаж и истребил 16 немецких солдат. Самоотверженной работой бойцы артиллерийского расчёта обеспечили прорыв вражеской обороны на своём участке. 646-й стрелковый полк под командованием майора Д. Н. Тарасова в числе первых прорвал оборонительные порядки немцев на всю глубину и начал стремительное продвижение на запад.
За доблесть и высокое воинское мастерство, проявленные при прорыве обороны противника юго-восточнее Гумбиннена, приказом от 16 февраля 1945 года младший сержант М. П. Патрин был награждён орденом Славы 2-й степени. В дальнейшем Михаил Петрович участвовал в операции по ликвидации хейльсбергской группировки противника, блокированной юго-западнее Кёнигсберга. Боевые действия в Восточной Пруссии 152-я стрелковая дивизия завершила взятием 25 марта крупного опорного пункта противника города Хайлигенбайль, а уже 1 апреля началась её переброска на 1-й Украинский фронт, где ей предстояло наступать на берлинском направлении.

### Орден Славы I степени
Когда 152-я стрелковая дивизия в составе 28-й армии прибыла на 1-й Украинский фронт, битва за Берлин была уже в самом разгаре. 20 апреля подразделения дивизии переправились через Нейсе и на следующий день в пешем строю начали выдвижение в район Миттенвальде, имея задачу не допустить отхода коттбусской группировки вермахта в Берлин. 25 апреля 646-й стрелковый полк майора Тарасова вышел к пригороду германской столицы Вильдау. Разведка сообщила, что в лесном массиве близ города концентрируется немецкая пехота, готовая в любой момент нанести удар во фланг наступающим советским частям. Быстро взяв противника в огневой мешок, полковая батарея открыла ураганный огонь. Врагу был нанесён большой урон. Только орудие младшего сержанта Патрина истребило более 20 вражеских солдат. 79 военнослужащих вермахта сдались в плен. Артиллеристам удалось не только сорвать планы неприятеля, но и поспособствовать взятию Вильдау.
28 апреля бойцы майора Тарасова уже вели ожесточённые бои на улицах Берлина. Противник стремился превратить каждый дом в неприступную крепость, каждый подвал — в долговременную огневую точку. Младший сержант М. П. Патрин со своим орудием во время уличных боёв постоянно находился в боевых порядках пехоты и, подавляя огневые средства врага, прокладывал ей путь к центру Берлина. Отчаянное сопротивление одна из стрелковых рот полка встретила на Паризер-штрассе. Под шквальным огнём противника Михаил Петрович выдвинул свою 76-миллиметровую пушку на открытую позицию и меткими выстрелами прямой наводкой уничтожил двух снайперов, пулемёт вместе с расчётом и подавил огонь противотанкового орудия, чем дал возможность роте продолжить наступление и овладеть улицей.
1 мая 1945 года стрелковое подразделение, которое артиллерийским огнём поддерживал расчёт Патрина, вышло на Людвигкирхенплац. Над площадью господствовала церковь святого Людвига, которую немцы превратили в мощный опорный пункт. С колокольни кирхи непрерывно бил вражеский пулемёт, не давая советским солдатам поднять головы. Несмотря на смертельный риск, Михаил Петрович смело выдвинул своё орудие на площадь и снайперским выстрелом уничтожил огневую точку и находившийся там же наблюдательный пункт врага. Всего же за время уличных боёв в Берлине бойцы 646-го стрелкового полка зачистили от немецких войск 212 городских кварталов.
На следующий день берлинский гарнизон капитулировал, но война на этом для младшего сержанта Патрина не закончилась. С 5 по 11 мая он принимал участие в Пражской операции. Боевой путь он завершил в Чехословакии близ города Юнгбунцлау (Млада-Болеслав) северо-восточнее Праги. 11 мая 1945 года командир полка майор Д. Н. Тарасов представил наводчика орудия батареи 76-миллиметровых пушек младшего сержанта М. П. Патрина к ордену Славы 1-й степени. Высокая награда Михаилу Петровичу была присвоена указом Президиума Верховного Совета СССР от 27 июня 1945 года.

### После войны
После окончания Великой Отечественной войны Патрин оставался на военной службе до сентября 1945 года.
Демобилизовавшись в звании сержанта, он вернулся на родину. Как и до войны, работал кузнецом на том же заводе, который с 1946 года стал специализироваться на выпуске кузнечно-прессового оборудования. Активно занимался патриотическим воспитанием молодёжи, был избран почётным членом Красноуфимских пионерской и комсомольской организаций.
Умер 19 октября 1973 года. Похоронен в посёлке Сарана Красноуфимского округа Свердловской области.

## Награды
- Орден Славы 1-й степени (27.06.1945)[14];
- орден Славы 2-й степени (16.02.1945)[13];
- орден Славы 3-й степени (09.12.1943)[10];
- медали, в том числе:
  - медаль «За отвагу» (26.10.1943)[7];
  - медаль «За оборону Советского Заполярья» (30.07.1945)[21];
  - медаль «За победу над Германией в Великой Отечественной войне 1941-1945 гг.» (1945);
  - юбилейная медаль «Двадцать лет Победы в Великой Отечественной войне 1941—1945 гг.»;
  - медаль «За взятие Кёнигсберга»;
  - медаль «За взятие Берлина».

## Память
- В 1988 году одна из улиц посёлка Сарана переименована в улицу Патрина[2][3].

## Документы
- Общедоступный электронный банк документов «Подвиг Народа в Великой Отечественной войне 1941—1945 гг.» Дата обращения: 23 июня 2015. Архивировано из оригинала 11 мая 2017 года.

Орден Славы 1-й степени.
Орден Славы 2-й степени.
Орден Славы 3-й степени.
Медаль «За отвагу».
Медаль «За оборону Советского Заполярья».